# Hator, hator / Oker dabiltza
«Hator, hator» / «Oker dabiltza» es el tercer sencillo del grupo musical vasco Negu Gorriak. Fue editado por la discográfica independiente Basati Diskak en diciembre de 1990.
El sencillo contiene dos canciones. En la cara A una versión de «Hator, hator», un villancico popular vasco, mientras que la cara B estaba grabado «Oker dabiltza» un tema instrumental de homenaje a Josu Muguruza, militante de la izquierda abertzale asesinado en Madrid el 20 de noviembre de 1989.
Las canciones, exclusivas del sencillo, no se incluyeron tal cual en ninguno de los álbumes oficiales del grupo hasta 1996, fecha en la que Negu Gorriak lanzaron Ustelkeria, un LP destinado a sufragar los gastos judiciales de la demanda contra la banda que realizó el Teniente-Coronel de la Guardia Civil Enrique Rodríguez Galindo. No obstante, en el álbum en directo Hipokrisiari Stop! Bilbo 93-X-30 (1994) se podían escuchar ambos temas.

## Lista de canciones
Cara A: «Hator, hator» («Ven, ven»).
Cara B: «Oker dabiltza» («Están equivocados»).

## Las canciones
«Hator, hator» es un villancico popular vasco. La temática es típicamente navideña, con referencias a la vuelta a casa para la reunión familiar:
| Euskera | Castellano |
| Hator, hator mutil etxera! gaztaina ximelak jatera, gabon-gaba ospatutzeko. Aitaren ta amaren onduan Ikusiko dek aita barrezka ama be poz atseginez. Eragiok mutil, aurreko danbolin horri gaztainak erre artian, gaztainak erre artian txipli, txapla plun! Gabon gaba pozik igaro daigun. | Ven, ven a casa, muchacho a comer castañas asadas para celebrar la Nochebuena. Junto al padre y a la madre. Verás al padre riéndose y a la madre también contenta y a gusto Dale, dale vueltas, muchacho a ese tamboril del fuego mientras se asan las castañas, mientras se asan las castañas chipli, chapla, plun! Que la noche de Navidad la pasemos contentos. |

Desde el entorno de la izquierda abertzale, el villancico se utiliza frecuentemente para referirse a la vuelta de los presos vascos a casa. Es una canción con la que Negu Gorriak solía terminar sus conciertos.
«Oker dabiltza» es un tema instrumental compuesto por el grupo para rendir un homenaje a Josu Muguruza. Josu fue redactor jefe del diario Egin, miembro de la Mesa Nacional de Herri Batasuna, parlamentario de este partido por Vizcaya en las Cortes y mediador en las negociaciones entre el Gobierno Español y ETA en 1988. Muguruza fue asesinado en el Hotel Alcalá en Madrid el 20 de noviembre de 1989. En el tema se incluye la voz del cantautor cubano Silvio Rodríguez recitando a Bertolt Brecht, extraída del inicio de la canción Sueño con serpientes.